# Symfonie nr. 37 (Mozart)
Symfonie nr. 37 in G majeur, KV 444, is een symfonie waarvan gedacht werd dat Wolfgang Amadeus Mozart de auteur was. Maar nu is bekend dat Michael Haydn het grootste deel geschreven heeft.

## Orkestratie
De symfonie is geschreven voor:
- Fluit.
- Twee hobo's.
- Twee hoorns.
- Strijkers.
- Basso continuo.

## Delen
De symfonie bestaat drie delen:
- I Adagio maestoso - Allegro con spirito.
- II Andante sostenuto.
- III Allegro molto.